# Радіоактивні мрії
«Радіоактивні мрії» (англ. Radioactive Dreams) — американсько-мексиканський фантастичний бойовик. Лауреат премії «Золотий ворон» на Брюссельському міжнародному кінофестивалі фантастичних фільмів.

## Сюжет
Дія фільму відбувається тепер вже в іншій від нас реальності, в якій в 1993 році відбувається ядерна війна. На Землі гине велика частина людства. Перед початком ядерної війни показують двох людей — Спейді Чандлера і Деша Хаммера. Вони ховають своїх маленьких дітей Філіпа і Деша в спеціальний бункер, у якому є все, що потрібно людині для нормального життя — вода, їжа і речі. Далі дія переноситься в 2010 рік. Минуло вже 17 років. Філіп і Деш подорослішали. Ядерний гриб вже розсіявся, але ядерна зима в самому розпалі, а Земля наповнилася мутантами, наркоманами і канібалами. У цьому хаосі хлопці стають детективами, вони намагаються знайти причини ядерної війни і виходять на слід своїх предків.

## У ролях
- Джон Стоквелл — Філіп Чандлер
- Майкл Дудікофф — Марлоу Гаммер
- Мішель Літтл — Расті Марс
- Ліза Блаунт — Майлс Арчер
- Дон Мюррей — Деш Гаммер
- Джордж Кеннеді — Спейді Чендлер
- Норберт Вайссер — Стернвуда
- Крістіан Ендрюс — Брік Бардо
- Пол Келлер Галан — Честер
- Деміен Слейд — Гарольд
- Гіларі Шепард — головний байкер